# SpaceChem
SpaceChem est un jeu vidéo de puzzle indépendant développé par Zachtronics Industries et sorti le 1er janvier 2011.

## Jouabilité
Dans SpaceChem, le joueur assure le rôle d'un ingénieur spatial chargé de créer des circuits d'atomes pour transformer des molécules et fournir des avions-cargo.
Le jeu se compose de plusieurs parties :
- Le mode Recherche, dans lequel le joueur se retrouve face à une grille de 8×10 blocs (réacteur) composée de deux entrées et deux sorties et doit transformer une ou plusieurs molécules de départ en une ou plusieurs molécules d'arrivée ;
- Le mode Production, dans lequel le joueur doit combiner des réacteurs entre eux sur une carte avec des tuyaux de raccordement ;
- Le mode Défense, dans lequel le joueur doit affronter un boss (les tâches à effectuer varient en fonction du boss).

Depuis la mise à jour du 10 août 2011 a été ajouté le mode ResearchNet incluant un éditeur de niveau ainsi que 144 niveaux supplémentaires créés par la communauté.

## Planètes
Chaque planète est composée de 5 à 8 niveaux :
- Sernimir II
- Sernimir IV
- Danopth
- Alkonost
- Sikutar
- Hephaistos IV
- Atropos (qui contrairement aux autres est une station spatiale)
- Flidais

## Musique
La bande son a été composée par Evan Le NY et a été mise à disposition gratuitement sur le site Jamendo.